# Imilchil
Imilchil (in berbero: Imilcil, ⵉⵎⵉⵍⵛⵉⵍ; in arabo إملشيل‎?) è una piccola città del Marocco centrale, sulla catena dell'Atlante. Si trova ad una quota di 2119 metri sul livello del mare nella valle di Assif Melloul ("fiume bianco"). L'area di Imilchil è il luogo di residenza della tribù Ait Hdiddou, appartenente alla confederazione Ait Yafelman. I suoi abitanti parlano la  lingua tamazight del Marocco centrale. Fra le zone di interesse turistico si ricordano le grotte di Akhiam, le cascate Agouni, le gole dello Ziz, la valle e gli ksar dell'area.

## Festival dei matrimoni
La città di Imilchil è un simbolo della cultura berbera ed è nota per il suo festival, ufficialmente conosciuto come Festival dei matrimoni, Souk Aam o Agdoud N'Oulmghenni. La leggenda narra che due giovani appartenenti a tribù diverse si innamorarono, ma le famiglie vietavano loro di vedersi. Il dolore li portò a piangere sulla loro sventura fino alla morte. Le loro lacrime crearono i laghi limitrofi Isli (del ragazzo) e Tislit (della ragazza) vicino ad Imilchil. Le famiglie, commosse, decisero di istituire una giornata a commemorazione dell'anniversario della morte degli amanti, nella quale i membri delle tribù locali potevano sposarsi tra loro. Così è nato il festival dei matrimoni di Imilchil.
In realtà, la regione è costituita da una miriade di piccoli villaggi, e quando un giovane ha bisogno di trovarsi un partner, non può semplicemente andare a cercarsene uno, a causa delle norme sociali conservatrici. Così, il festival permette ai padri di mostrare le proprie figlie e così trovar loro un marito. Quando una donna accetta la proposta di matrimonio di un uomo, lei dice "Tu hai catturato il mio fegato". (Tq massa n uchemt). Fino a 40 coppie fanno i loro voti nello stesso giorno. Il festival è ricco di musica, balli, feste, e abiti colorati. Le celebrazioni attraggono molti turisti nella zona e, anche se contribuiscono all'economia locale, si teme che i rituali possano essere influenzati dagli stranieri.